# جزيرة بيتلوران الشرقية
جزيرة بيتلوران الشرقية وهي جزيرة من جزر إندونيسيا، وتقع في إقليم جاكارتا.